# Maaslingen
Maaslingen ist ein Ortsteil von Petershagen im Kreis Minden-Lübbecke in Ostwestfalen.

## Geographie
Er liegt nordwestlich der Kernstadt; im Osten grenzt Maaslingen an Eldagsen, im Norden an den Landkreis Nienburg in Niedersachsen, im Westen an Meßlingen und im Süden an Meßlingen und den Ortsteil Kernstadt.
Das Dorf ist eine Streusiedlung und hat deshalb keinen richtigen Ortskern, als Dorfmittelpunkt des Ortsteiles kann man den Sportplatz bezeichnen. Maaslingen liegt direkt an der Mühlenroute. Das Flüsschen Ösper durchquert den Ort in Richtung Petershagen, um dort in die Weser zu münden.

## Geschichte
Maaslingen gehörte bis zu den Napoleonischen Kriegen zur Vogtei Hofmeister im Amt Petershagen des Fürstentums Minden. Von 1807 bis 1810 gehörte der Ort zum Kanton Petershagen des napoleonischen Satellitenstaats Königreich Westphalen. Von 1811 bis 1813 gehörte Maaslingen unmittelbar zu Frankreich und dort zur Mairie (Bürgermeisterei) Petershagen im Arrondissement Minden des Departements der Oberen Ems. Der Ort fiel 1813 wieder an Preußen und kam 1816 zum neuen Kreis Minden. Im Kreis Minden gehörte Maaslingen zum Amt Petershagen. Bevor die Gemeinde bei der kommunalen Neugliederung am 1. Januar 1973 Teil der Stadt Petershagen wurde, hatte sie eine Fläche von 6,02 km² sowie 517 Einwohner (31. Dezember 1972). Am 31. Dezember 2022 hatte Maaslingen 455 Einwohner.

## Politik
Ortsbürgermeisterin ist Heike Schwier (CDU).

## Kultur und Sehenswürdigkeiten
Es gibt eine Kulturgemeinschaft, die Ev. Frauenhilfe (Abendkreis), die Kyffhäuserkameradschaft und einen Taubenverein „Ösperbote Maaslingen“.
Der SC Rot-Weiß Maaslingen hat als langjähriger Fußball-Landesligist Maaslingen weit über die Stadtgrenzen hinaus bekannt gemacht. 2007 wurde Rot-Weiß Maaslingen Landesliga-Meister in der Staffel 1 und stieg somit als erster Verein der Stadt Petershagen in die Verbandsliga Westfalen auf.

## Wirtschaft und Infrastruktur
Seit 1935 gibt es eine Löschgruppe der Freiwilligen Feuerwehr in Maaslingen.
Die östlich von Maaslingen verlaufende B61 wird ebenso wie das Stadtzentrum Petershagen über die südlich gelegene L770  erreicht.